# 샹하이 부르스
"샹하이 부르스"는 한국에서 제작된 김기덕 감독의 1969년 영화이다. 박노식 등이 주연으로 출연하였고 황의식 등이 제작에 참여하였다.

## 출연

### 주연
- 박노식
- 김희라
- 남정임

## 기타
- 조명: 김경중
- 미술: 노인택